# ESPN-do los Deportes
ESPN-do los Deportes es un Programa de Radio que se Emite en la cadena ESPN Deportes Radio.
El Formato de este programa no es igual que los demás programas de la cadena, es un programa diferente con concursos, adivinanzas, trivialidades y buen humor para todo la audiencia que escucha este programa que se transmite de lunes a viernes a las 12 del día hora del Este, 9 de la mañana del Pacífico

## Secciones
- La Corte del Fútbol Es la sección principal del programa en donde el radioescucha acepta el reto de responder la pregunta del juez Edgardo Codesal, en caso de no responder correctamente el juez dirá esto: "Lo lamento, Usted contestó incorrectamente, por lo tanto es culpable"; y en caso de que responda correctamente el juez dirá esto: "Usted contestó correctamente, y por lo tanto es inocente. y se ha hecho merecedor a un premio".
- Quien Fue el Campeón?
- El Baúl de los Recuerdos
- Adivine el personaje En donde el radioescucha adivine el compañero de trabajo de ESPN Deportes Radio.
- Adivine al Famoso En donde el radioescucha adivine a un famoso jugador o un famoso deportista o un famoso director técnico.
- Relate su Gol
- Termina la Jugada El radioescucha quiere terminar la jugada y para eso, ponen el audio del pasado juego emitido en ESPN Deportes Radio y el radioescucha dice si es Gol, lo desvía o lo atrapa el arquero.
- Cuantos Sabes de los Mundiales
- Los Tiros Libres
- La pregunta para los Cibernautas o Solo para cibernautas En donde el radioescucha participa via internet contestando una sencilla pregunta, a la primera persona que responde correctamente se lleva el premio.
- Eliga su deporte
- La Frase de la Semana
- El pronóstico Cada viernes o cuando Veneno no está, ponen el Pronóstico en caso de que un radioescucha responda Incorrectamente.
- Que Pasó en el Mundial de Sudáfrica

## Equipo
Este es el Equipo que Conduce, produce y divierte
Conducción
- Alberto "El Mono" Gambeta (Lunes a viernes)
- Noe "El Chispazo" Vázquez  (Martes a viernes)

Personajes
- Chivito*
- Juanito Treviño Martínez de la Garza y Garza*
  - *ambos interpretados por Noe Vázquez
- El juez Edgardo Codesal
- Veneno

Llamadas Telefónicas
- Maribel Pita

## Curiosidades
- Cada vez que aparece Veneno suena de fondo una parte de la canción "Dulce Veneno" de Uranio
- Cuando una Mujer llama al programa suena la canción "New York, New York" de Frank Sinatra
- Durante la Corte del Fútbol suena de fondo la canción "Tubular Bells" de Mike Oldfield
- Cuando el Chispazo Vázquez dice una parte de la Frase de la Semana al revés ahí entra Duilio Davino diciendo "No, Al Reves" o "El Flaco" Orlando Castelan diciendo "Es Lo Mismo, para que le Cambias?"
- Cuando una persona de nombre "Luis" llama al programa, se escucha la voz de Luis Escobar
- Cuando una persona de nombre "José" llama al programa, se escucha la voz de José del Valle
- Cuando una persona de nombre "Dionisio" llama al programa, se escucha la voz de Dionisio Estrada
- El programa del 7 de septiembre de 2009, Los Que Llamaron Por Teléfono en el Programa, Nadie Ha Ganando Ningún Premio. Solo Ganaron Los 100 Metros con Veneno
- La Palabra "Anote" que dice Kenny Garay, Solamente Aparece durante la frase de la semana.